# ATP Challenger Bielefeld
Der ATP Challenger Bielefeld (offiziell: Bielefeld Challenger) war ein Tennisturnier, das einmal 1984 und 1991 in Bielefeld, Deutschland, stattfand. Es gehörte zur ATP Challenger Tour und wurde im Freien auf Sand gespielt.

## Liste der Sieger

### Einzel
| Jahr                         | Sieger          | Finalgegner    | Ergebnis |
| ---------------------------- | --------------- | -------------- | -------- |
| 1991                         | Dmytro Poljakow | Lars Koslowski | 6:4, 6:1 |
| 1985–1990: nicht ausgetragen |                 |                |          |
| 1984                         | Josef Čihák     | Peter Elter    | 6:2, 7:5 |

### Doppel
| Jahr                         | Sieger                           | Finalgegner                          | Ergebnis |
| ---------------------------- | -------------------------------- | ------------------------------------ | -------- |
| 1991                         | Carl Limberger Florin Segărceanu | Mark Keil Francisco Montana          | 6:3, 6:2 |
| 1985–1990: nicht ausgetragen |                                  |                                      |          |
| 1984                         | Peter Elter Stefan Hermann       | Huub van Boeckel Jan van Langendonck | 6:4, 6:4 |